# Aficionados de la Juventus de Turín

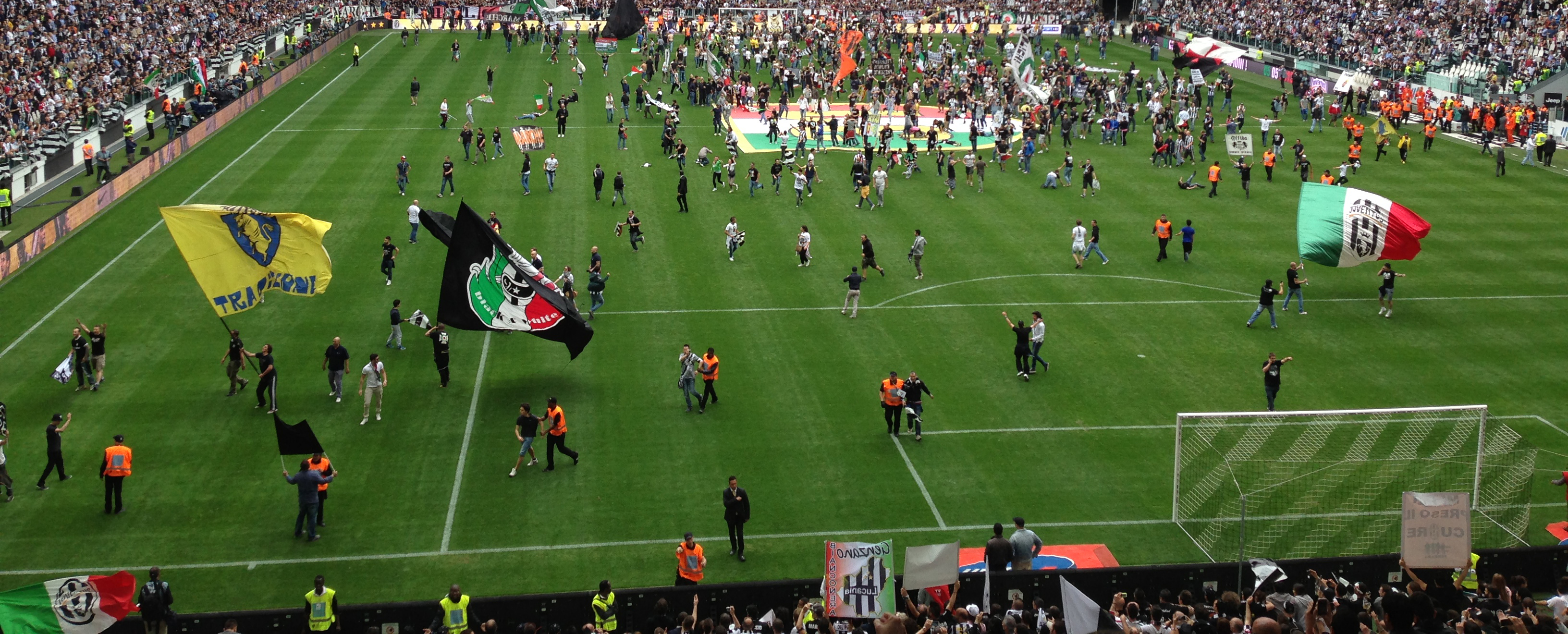
Aficionados del club en el Juventus Stadium.

La Afición de la Juventus de Turín (it. Tifoseria della Juventus Football Club) es cuantitativamente la mayor del fútbol italiano con alrededor de 8,70 millones de aficionados, (uno de cada cuatro sobre el territorio italiano), lo que representa un 28,5 % de preferencias según un sondeo realizado por el Instituto Demos y publicado en el diario La Repubblica en septiembre de 2012.
El equipo turinés es uno de los clubes con el mayor número de partidarios en todo el mundo con más de 180 millones, incluso más de 43 millones sólo en Europa, la mayor parte de ellos situados en países con un alto número de inmigrantes italianos.
La sociedad cuenta con grupos de aficionados en Afganistán, Alemania, Arabia Saudita, Australia, Bélgica, Bielorrusia, Bosnia y Herzegovina, Bulgaria, Canadá, Costa Rica, Emiratos Árabes Unidos, Eslovenia, Francia, Japón, Gran Bretaña, Grecia, Indonesia, Israel, Kuwait, Líbano, Luxemburgo, Macedonia, Malta, Mónaco, Noruega, Omán, Rumania, Rusia, Suiza, Estados Unidos y Guevara en Venezuela. Muchos de sus seguidores están dispuestos a cruzar el país con regularidad para apoyar al equipo cuando disputa encuentros de local. Políticamente, los ultras de la Juventus tienen ideología de derecha.

## Historia

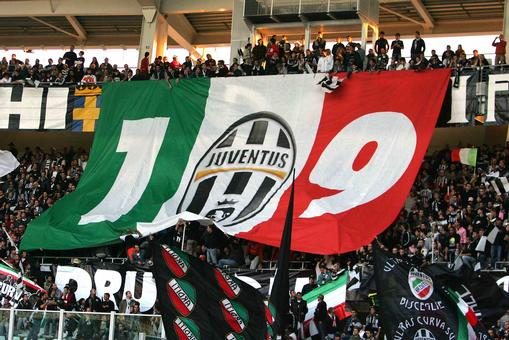
Aficionados bianconeros con una bandera en homenaje a los 109 años de fundación del club.

A comienzos del siglo XX, según el pensamiento popular de la época, el fanático de la Juventus de Turín representó a la burguesía mientras que los partidarios de su equipo rival de ciudad, el Torino Football Club, perteneció a la clase proletaria. Años más tarde, con la unión de la vecchia signora con la familia Agnelli en 1923, la Juventus fue «adoptada» por los trabajadores del Grupo FIAT, (empresa propiedad de los Agnelli) la mayoría de los cuales eran inmigrantes, principalmente de la región sur del país, sobre todo de Sicilia, (Palermo y Catania), y de Nápoles.
Tal adopción, junto a la serie de grandes éxitos en el plano futbolístico y la importante contribución a la selección de fútbol de Italia durante la década de 1930, hizo que la hinchada de la Juventus sufriera un notable crecimiento, volviéndose en poco tiempo la primera con un número importante de seguidores en cada una de las regiones de Italia, - y a diferencia de los otros equipos de la región noroccidental - en las regiones del sur e insulares.
Durante las décadas de 1960 y 1970, con el notable incremento de la población migratoria a Turín, la Juventus semejó representar, por sus hinchas, el espíritu del nuevo trabajador piamontés, aquel de los inmigrantes del Noroeste de Italia, mientras que la sociedad granata quedó atada a su origen turinés.

## Popularidad

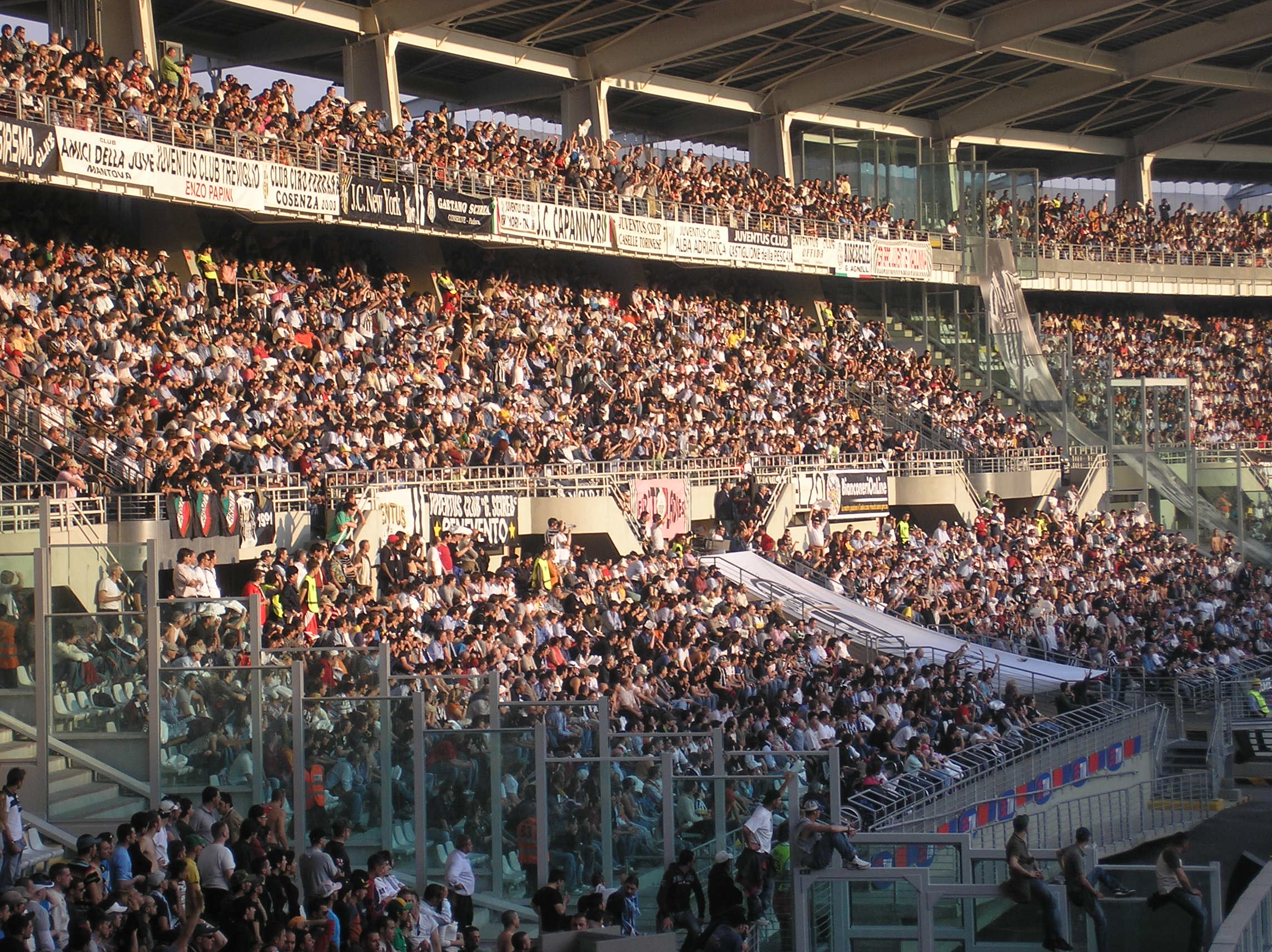
Fanáticos de la Juventus en el Estadio Olímpico de Turín.

Los partidarios de la Juventus de Turín se cuantifican en más de 12 millones de aficionados, (uno de cada cinco personas sobre el territorio italiano), lo que representa un 28,5 % de las preferencias según un sondeo realizado por el Instituto Demos y publicado en el diario La Repubblica en septiembre de 2012. De acuerdo con la misma encuesta, la sociedad turinesa también resulta ser el equipo con el mayor número de seguidores en dos de las cinco regiones geográficas de Italia, teniendo la mayoría de las preferencias en el Noroeste (36,8 %) y en el Nordeste (31,1 %), mientras que en las regiones Central (20,1 %) y Meridional e Insular (25,8 %) se ubica en la segunda posición de las preferencias después de la Roma (25,6 %) y el Napoli (29,1 %) respectivamente.
Una encuesta realizada en el año 2007 mostró que los aficionados del club se distribuyen de manera casi uniforme en todo el país. Según una encuesta elaborada por el instituto de investigación Format Research Srl y la agencia de noticias telemática Sporteconomy publicada a finales de la temporada 2009-10, el equipo bianconero tenía 13,3 millones de seguidores en Italia, convirtiéndose en el equipo con el mayor número de aficionados en el país.
El fanático juventino o los 'bianconeri', tradicionalmente heterogéneo desde el punto de vista sociológico y geográficamente uniforme en todo el país, también es muy marcado en el Mezzogiorno y en las islas de Italia, lo que garantiza que un gran número de seguidores acompañen al equipo cuando juega fuera de Turín. Esta característica hace que la propagación de los fanáticos bianconeros, desde una perspectiva sociológica, lo convierta en un equipo «nacional». Con frecuencia también es el caso de los seguidores organizados, incluso desde lugares geográficamente distantes del país, que llegan regularmente a Turín para los partidos de local.
Según los datos recopilados por el Centro de Investigación de la Lega Nazionale Professionisti de mayo de 2010, los aficionados de la Juventus tienen el mayor porcentaje de ocupación del estadio durante sus partidos de la liga en casa (82,82 %). Además, la Juventus resultó ser el segundo equipo italiano con la mayor cantidad de audiencia y índice de audiencia televisivo.

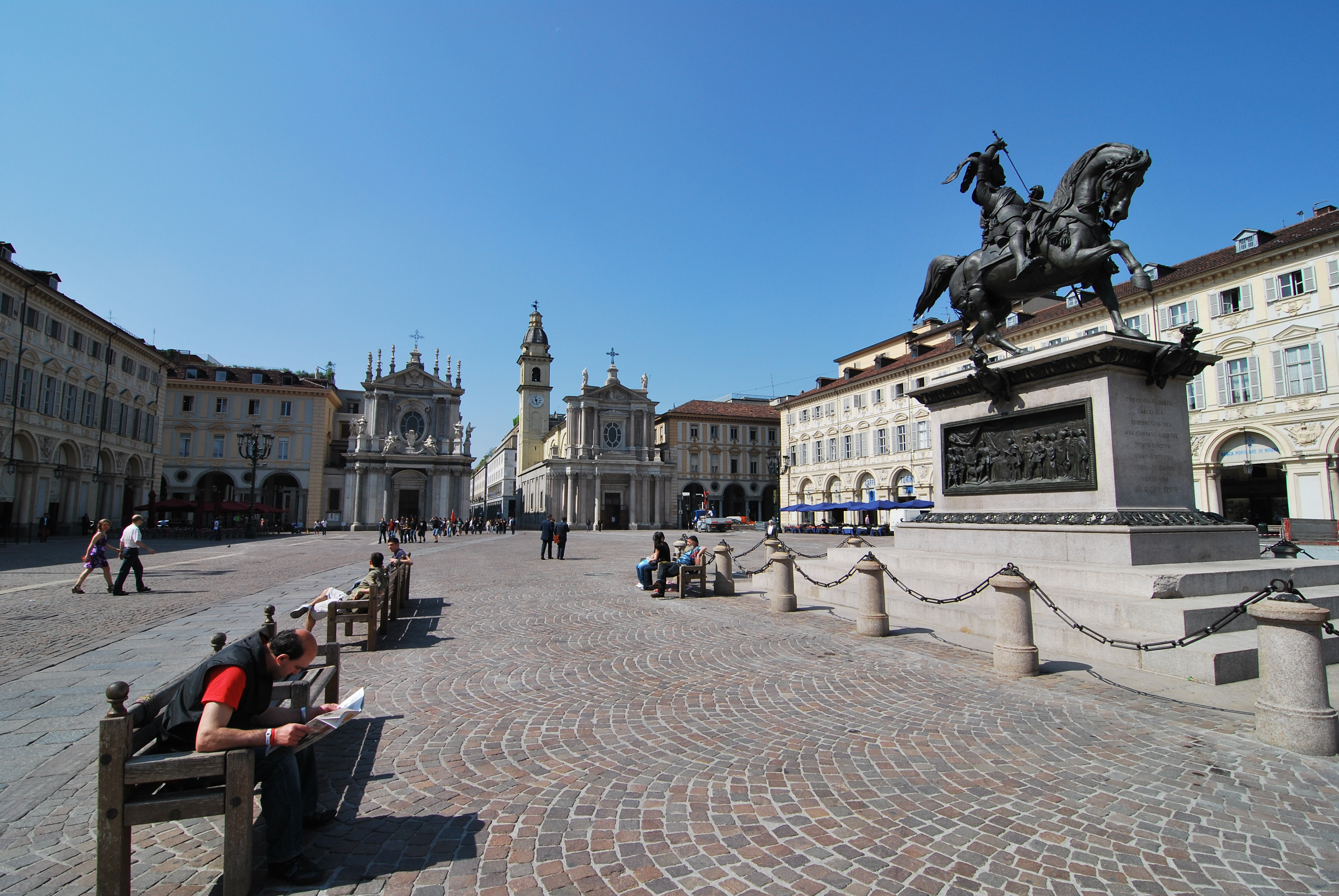
Piazza San Carlo, lugar de encuentro de los aficionados de la Juventus de Turín.

De acuerdo con un estudio realizado por la empresa alemana de investigaciones sobre el sector deportivo Sport+Markt AG en agosto de 2005, los bianconeros son también uno de los equipos con el mayor número de seguidores en el mundo con alrededor de 180 millones de simpatizantes, de los cuales, además del número antes mencionado de simpatizantes en Italia, 26 millones se encuentran en el resto de Europa, 98 millones en Asia y 39 millones repartidos entre África y América.
Según un informe realizado por la misma empresa en 2008, la Juventus también podría contar con una reserva potencial de alrededor de 17,7 millones de seguidores repartidos en dieciséis países europeos (entre ellos Italia) y 9,6 millones de seguidores repartidos tres países de América Latina. Un informe similar publicado por Sport+Markt AG en septiembre de 2010 ubicó al club en el décimo lugar del continente europeo con fanes potenciales (aproximadamente 13,1 millones de dólares). El lugar de encuentro de los aficionados de la Juventus de Turín, para celebrar los triunfos del equipo, es la Piazza San Carlo, ubicada en el centro histórico de la ciudad.

## Orientación política
De acuerdo con un informe realizado en el año 2003 por la Policía Italiana, los grupos organizados de aficionados de la Juventus de Turín tienen ideología de derecha, sin embargo, fuera de las franjas organizadas, la orientación política de los aficionados, debido a su heterogeneidad social y territorial, no difiere significativamente de lo más común genéricamente a nivel de la población nacional: esto según una encuesta realizada por ACNielsen citada en 2004 por la revista Diario, donde se determinó que los aficionados juventinos se expresan electoralmente de manera ecuánime entre derecha e izquierda.

## Club de fanes
El Centro de Coordinación Juventus Club DOC (CCJC), afiliado a la sociedad turinesa, cuenta con más de 500 clubes de fanes en más de veinte países, que son reconocidos oficialmente por la Juventus. Además, han sido fundadas asociaciones independientes como Italia Bianconera, Grandi Amici della Juventus y Associazione Culturale Ju29ro Team, que promueven, a través de los fanes, diversos eventos de caridad. El equipo cuenta con muchos clubes repartidos en todas las regiones de Italia y en el extranjero, en veintidós países, sobre todo en las regiones con alta emigración italiana como América, Europa Central y Meridional, las islas británicas, el Magreb, Australia y el Sudeste Asiático.

## Grupos organizados

### Historia

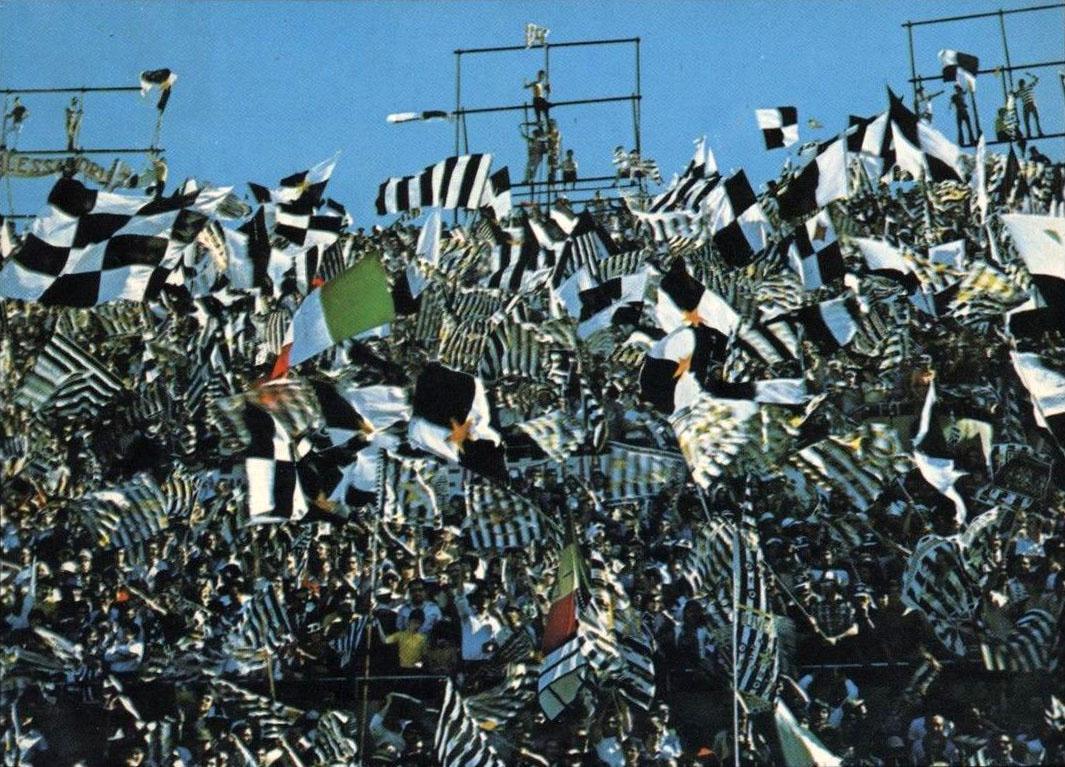
Curva Filadelfia del ex Estadio Comunal de Turín, circa 1973.

Los primeros grupos de aficionados juventinos fueron creados a mediados de los años 70. Los dos primeros grupos conocidos son Venceremos y Autonomía Bianconera. Estaban alineados sobre posiciones de extrema izquierda, pero hoy en día sus integrantes tienen simpatías nacionalistas. En 1976, surgieron los dos primeros grupos organizados de hinchas bajo el nombre de Fossa dei Campioni y Panthers. Un año después, Beppe Rossi (la figura más importante entre los aficionados y ultras del club) fundó una agrupación denominada Il Gruppo Storico Fighters, el cual se convirtió en el más importante de la Curva Filadelfia hasta finales de los años 80.
Durante la primera mitad de esta década, se crearon numerosos grupos de hinchas como Gioventù Bianconera, Área Bianconera, Indians e Il Viking (fundado en Milán). Estas agrupaciones se unieron bajo la denominación de Nucleo Armato Bianconero un grupo principalmente de Génova, el único grupo de la Juventus comparable con los hooligans ingleses. Fue durante este período que los grupos organizados de fanáticos del club llevaron a cabo su primer viaje al exterior (en Lieja en 1983).
En 1987, por causa de los enfrentamientos entre ultras de la Juventus y de la Fiorentina, Il Gruppo Storico Fighters fue disuelto, la mayor parte de sus miembros se unieron a otros grupos de la Curva Filadelfia, formando una nueva agrupación denominada Arancia Meccanica, inspirada en la película homónima del director británico  Stanley Kubrick, sin embargo la violencia exhibida en la película forzó al grupo a cambiarse el nombre por Drughi. Drughi fue el grupo de aficionados más importante de la Curva Filadelfia con alrededor de 10 000 miembros entre 1988 y 1996.

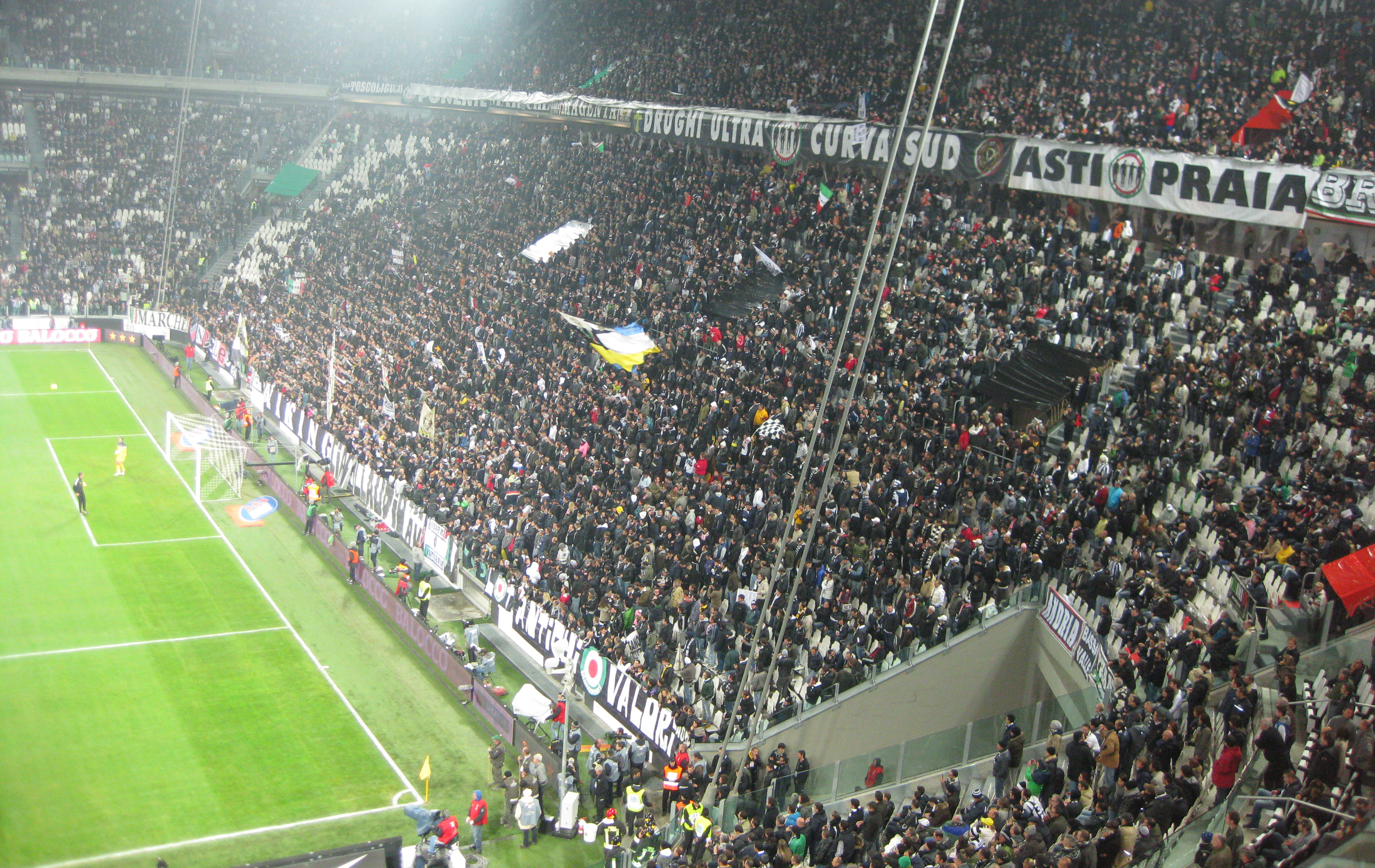
Curva Sud del Juventus Stadium, 2012.

En 1993, una parte de sus integrantes retomó su autonomía y reformó el Il Gruppo Storico Fighters. Durante cuatro años estos dos grupos se enfrentaron por la supremacía de la Curva Scirea. En 1997 los Drughi dejaron la escena, permitiendo que se formara el Black and White Fighters Gruppo Storico 1977, así el grupo histórico de aficionados juventinos fue refundado veinte años después de su creación. Después de esta unificación, el grupo de los Irriducibili Vallette (creado en 1990 por un grupo de fanáticos de la zona de Turín llamada Vallette) se ubicaron en la Curva Norte del Stadio delle Alpi, hasta desaparecer unos años más tarde.
Entre 1995 y 2001, en la Curva Filadelfia, junto con el Black and White Fighters Gruppo Storico 1977 también apareció un nuevo grupo llamado Fronte Bianconero 1995. Actualmente la Curva Filadelfia del Juventus Stadium es el sector donde se congrega la mayor parte de fanáticos de la Juventus cuando disputa sus encuentros de local, los cuales están divididos en diferentes agrupaciones.
Drughi -el principal grupo juventino de la Curva Scirea-, que volvió oficialmente el 13 de febrero de 2005 después de su última aparición el 22 de mayo de 1996, Viking Juve, Arditi, Núcleo 1985, 06 Clan, Noi Soli, Gruppo Marche 1993 (también conocido como GM), Bruxelles Bianconera (compuesto principalmente por aficionados de Bélgica y Luxemburgo), Gruppo Homer (también conocido como GH), Assiduo Sostengo y Bravi Ragazzi (formado por los ex Irriducibili). Il Gruppo Storico Fighters que cambió su nombre por Tradizione Bianconera y Antichi Valori en el año 2005, es el principal grupo ubicada en la Curva Norte del estadio. En la temporada 2011-12 los partidarios organizados de la Juventus fueron protagonistas de algunos incidentes racistas por lo que fueron multados con 115 000 euros.

### Amistades y rivalidades
Los aficionados de la Juventus de Turín no tienen oficialmente ningún acuerdo de amistad con ningún otro grupo de hinchas en Italia. Desde la década de 1980, los aficionados juventinos mantuvieron una amistad con los seguidores del U. S. Avellino, luego se disolvió por iniciativa de algunos sectores de la afición avellinesi a finales de los años noventa. En 1996, se hizo oficial la amistad con los seguidores organizados del Piacenza Calcio, la cual fue terminada siete años más tarde.
Fuera de Italia, existen acuerdos de hermanamiento con los aficionados organizados del ADO La Haya de los Países Bajos y con los del Legia de Varsovia de Polonia. En el año 2011, se reforzó la amistad con los seguidores del club de inglés Notts County - cuya camiseta con rayas verticales blancas y negras es compartida por Juventus desde 1903 - y en noviembre del año siguiente, se está estableció una amistad con los seguidores del equipo español Elche C. F.
Los fanáticos juventinos mantienen rivalidades con los hinchas del Torino con el que disputa el derbi de Turín, con los aficionados del Inter de Milán club frente al cual disputa el denominado derbi de Italia y con los del A. C. Milan, aunque durante mucho tiempo las dos sociedades han mantenido buenas relaciones comerciales. Otras rivalidades importantes son contra la Fiorentina y la A. S. Roma.